# 撮影会
撮影会（さつえいかい）とは、写真撮影を目的とした集いのことである。具体的には、主に以下の用例がある。ただし、これ以外にも広く使われており、写真撮影に付随する集いであれば撮影会と使われることが多い。
1. 主にアマチュアカメラマンが写真撮影を目的として集う会。被写体は主催者や対象によりさまざまであるが、典型的には、基本的にモデルの女性に金銭を支払い、写真や動画を撮影する。個人撮影も含まれ[1]、本項にて詳述する。
2. イベントやショーなどで参加者がキャラクターやモデルなどと一緒に撮影する記念撮影。
3. 展示会や発表会などで主催者が広報・報道目的でプロカメラマン用に提供する記者会見もしくはその一部のフォトセッション。
4. ファッション雑誌やその関連のwebサイトが掲載を目的として日時と撮影場所を指定して公募するオーディション。

本項では、アイドル・モデル・レースクイーンなど事務所所属者だけでなく、素人モデルなどが出演するポートレート撮影会について取り上げる。各種オーディション参加者がプロカメラマンに一括して撮影される「撮影会」や、子供用ブランドショップで購入者に対して行われる「撮影会」は本項では解説しない。

## 概要
もともとは同好の士がモデル撮影会を開催するために参加者で費用分担し会の形式で開催したものが発祥と思われる。正確な資料がないために、撮影会なる言葉の発生の起源も不明である。
運営スタイルは個々に異なるが、新聞社などマスコミ、自治体および観光協会などの公益団体、イベント企業、カメラ企業が開催するケース、撮影会団体による運営、芸能事務所が自らのタレントを起用し開催するケース、またモデル自らが開催するケースもある。元々は、レースクイーンやコンパニオンなどに集まる、いわゆるカメコ（カメラ小僧）などが開催し、レースクイーンのアルバイトのような位置づけであったが、近年では営利活動として主催する業者が登場し、或いは自社のタレントの売り出しのために中堅芸能事務所が直接関わって開催するものもある。
タレントの白藤有華は「（人気がカメラマンの人数でわかるため）自分のステータスを計れるテストの場」と述べ、グラビアアイドルの石原由希は「（雑誌や写真集撮影のための）スキルを高める練習の場」と語るなど、所属グループや店舗の人気知名度上昇なども含め、モデルの出演理由は様々である。

## 分類

### モデルによる分類
後述のように分類されるものの、2020年時点では多くのモデルがジャンルをまたにかけ活動している。
アイドル
主にグラビアなどを中心に活動、或いはそれを目指し知名度を向上させようとしているアイドル（含むグラビアアイドル）が出演する撮影会。
実際には一般的には無名の駆け出しアイドルタレントの出演が多く、テレビや雑誌グラビアで姿を見るタレントの出演は希であり、有名アイドルタレントの出演する撮影会は一部に限られる。また少数だがジュニアアイドルが出演する撮影会も存在する。
ミスFLASH、ミスヤングアニマル、ミス東スポ、サンスポGoGoクイーンなど、ミスコンテストの一環として撮影会によるユーザー投票が行われることも多い。
レースクイーン・イベントコンパニオン
アイドル撮影会と明確に区別はなく、モデルとして同列に扱われている場合もある。一部の売れっ子を除くレースクイーンの露出の機会はレースやイベントを除けば撮影会が主なものとなり、特にオフシーズンには重要な収入源かつファンとの接点でもある。また、モーターショーや見本市、パチンコ店の店内イベントでのイベントコンパニオンを本業とするモデルが出演することも多い。
ヌードモデル
ヌードやランジェリーなどのモデルが出演する撮影会。専門モデルの他、AV女優が出演する事も多い。ヌード撮影会に関しては原則写真の公開は禁止されている。
2020年以降、ランジェリー撮影会はコスプレの一ジャンルとなっており、前述のグラビア系モデルが出演する割合も増えている。
逆に2022年以降はAV出演被害防止・救済法の影響でスケジュールに余裕ができたこと、もともと抱えるファンの多さなどからなどからAV女優参加の水着撮影会が増えているが、その場合の彼女らはヌードにはならない。
素人モデル
素人撮影会とは、プロダクション等に在籍していない素人モデルが出演する撮影会。ここをステップにネットアイドル等の活動へ進む場合もある。
ファッションモデル
カメラメーカー系の大撮影会などには、普段ファッション誌で活動しているモデルが起用されることがある。
コスプレイヤー
アイドルやレースクイーン、AV女優らの撮影会で衣装のバリエーションとしてコスプレをする場合も多いが、それとは別にコスプレを専門に行っている「コスプレイヤー」がモデルとなる。大規模なコスプレイベントに内包される場合も多い。またモデル・カメラマンの立場が明確でなく、コスプレイヤー自身が他の参加者を撮影し、逆に撮影されるという形式のものもある（これは仲間内で撮影を行う形で始まった独自文化に由来し、このためカメラ機材や撮影方法に詳しいコスプレイヤーも多い）。

### 主催母体による分類
サークル・同好会
アマチュアカメラマンの同士が集い、非営利で開催されるもの。多くは会員制組織で運営されている。本来の撮影会の形であるが、会員組織が主催の場合は外部から参加する利用者にとっては業者型と近い費用負担が発生する。
マスコミ
カメラ雑誌アサヒカメラの出版元である朝日新聞社が主催しているオールアサヒ(ただし、この撮影会はサークル･同好会の運営形式による)、デイリースポーツが主催しているデイリービューティーフォトコンテストなどマスコミの事業部門が開催するフォトコンテストと一体となっている撮影会。これらは年に1回程度の定期開催となっている。
2009年からはサンケイスポーツがサンスポフォトセッションという撮影会の主催を開始したが、こちらは冠を貸す形で、後述する専門業者型撮影会となっている。これに追随する形でスコラ、週刊少年チャンピオン、日本テレビ放送網(系列の日本テレビイベント主催でアイドルの穴という番組のタイアップ企画)が参入している。
自治体および観光協会などの公益団体
当地の観光協会などの公益団体が観光政策の一端として地場のミスなどをモデルとして開催する撮影会。フォトコンテストと一体化している場合が多い。
カメラ・フィルムメーカー
自社のユーザーに向けた宣伝活動の一環として撮影会を開催する。多くの場合、都市部周辺の公園で「ポートレート部門」「ネイチャー部門」「風景部門」などのカテゴリ分けをして、それぞれに講師が付いて指導を行いながら進められる。自社製カメラなどの機材の貸し出しが行われたり、コンテスト出展の際のフィルムやプリント用紙のメーカーの制限がある場合がある。
カメラ店
メーカー撮影会とほぼ同趣旨。コンテスト用のプリントが指定店舗のみという制限が付く場合が多い。
スタジオの経営者
自社スタジオの活用のため撮影会を開催する。モデル事務所からモデルを調達するスタジオ、モデルを専属させて開催するスタジオなど開催形態はさまざまである。後述の専門業者や芸能事務所が運営するスタジオも多い。
前述の新聞社・出版社系ミスコンテストにおいては撮影会部門の下請け部分を担っている。
芸能事務所
所属タレントの売り出しを目的に撮影会を開催している。2000年代はレースクイーン系の事務所に多く見られたが、2010年代にはライブアイドル・ローカルアイドルの盛行とともに収入源確保のひとつとして撮影会を行うケースも多い。
専門業者
撮影会の開催を業とする団体、会社組織。自らはモデルを抱えず、開催の都度所属事務所に出演依頼をしてモデルを調達する。
その他
カメラの新機種のキャンペーンのため店頭などでの試写を目的としたものも「撮影会」と呼ばれる場合がある。多くの場合無料である。
グラビアアイドルなどが自らのDVDや写真集の販売促進のため、購入者を対象に店舗内で1～数カット撮影をさせる事があり、それを「撮影会」と呼んでいる。通常、商品代金以上の対価は発生しない。またライブアイドルの物販の一つであるチェキ撮影を撮影会と呼称することもある。

### 参加人数による分類
大規模
参加者は100人規模で、モデルも10数人、主に大きな公園や施設を借り切って開催される。いくつかの撮影ポイントが設定され、参加者は好みのモデル・シチュエーションのポイントで撮影を行う。撮影形式としては「囲み撮影」となってカメラマンが一斉に撮影することが多い。通称・ダイサツ。
中規模〜小規模
参加者10〜50人程度、モデル2〜4人。公園や撮影スタジオを使用する。「囲み撮影」の他、撮影者が列を作って順番に撮影していく形式もある。
個人撮影会
参加者1人に対しモデル1人。1対1の形式で行われる。主催者はモデルと、場合によっては撮影場所を提供するだけで、定められた時間内であれば、自由に撮影することが出来る。本来は撮影者がモデルに直接に交渉して撮影を行うが、それを「主催者」が仲介し、利益を得る。通称・個撮、コサツ。
仲介者がいなければ、会ではなく単なる「個人撮影」となる。仲介料が発生しない代わりに告知が個人SNSのみとなるほか、第三者の介在がないため、安全面などトラブルとなるケースもある。

### 撮影場所による分類
野外
公園が多く用いられる。東京では代々木公園、大阪では鶴見緑地公園、名古屋では名城公園などが代表的な開催地であり、浜離宮恩賜庭園や博物館明治村などの有料公園・施設で行われる場合もある。選ばれる条件としては立地、規模、ロケーションの良さ、そして一般客の少なさなどがある。公園を管理する自治体によっては事前の許可が必要であり、その認可の是非も大きなポイントとなる。また、スナップ撮影、ストリート撮影などと称して街中で撮影を行うこともある。厳密に言えば道路上や施設内の撮影はその管理者に対して使用許可や営業許可などが必要なことが多いが、小規模/少人数の撮影会では無許可で行っていることもある。
日本ではプール開きの前後となる春先もしくは9月から10月にかけてはプール撮影会が行われている。かつてはとしまえんや大磯ロングビーチ。近年では都心からの距離や広さなどから埼玉県・しらこばと水上公園、川越水上公園が利用されることが多くなった。100人単位でモデルが参加することもあり、前述の参加規模分類においてはメガ撮影会とも呼ばれる。
前述のように2023年6月、埼玉県公園緑地協会は「成人、未成年問わず水着の撮影会は一律でお断りする方向」と発表した。
スタジオ
写真撮影を専門とする大規模スタジオが用いられることは少ない。賃貸料金に照明や背景などが入っておらず、それを作り上げる費用と手間の問題から、あまり使用されることはない。ある程度の設定があるハウススタジオやデザイナーズマンションを使用したスタジオ、自社が保有する（賃貸した）物件の1室をスタジオ風に撮影が出来るように改装したものなどが比較的多く用いられている。
その他
レストランやプールバー、ダーツバーなどを営業時間外に借りて、その一角または全面で撮影を行う。セットではない本物の什器備品を撮影に活かすことが出来る反面、撮影に向かない奥行きや高さ、照明の問題を解消することが必要である。
独特の雰囲気を求めて廃線跡や廃墟にて撮影を行う団体もあるが、それは不法侵入など問題を伴うことが多い。また一部のヌード撮影会の中にはシティーホテルの1室を借りて行われるものもある。
また、2020年以降のコロナ禍においては実際に対面しない形で行うオンライン撮影会が急増した。

## システム
価格・時間設定
一部のキャンペーン的な撮影会を除いてほとんどは有料である。30分から2時間を1部として、それに対して数千円から数万円という価格が設定されており、複数部の参加には「通し割引」がされたり、スタンプカードによる参加回数の積算による割引が行われる場合もある。
モデル
1人のモデルのみが出演するものから十数人のものまで様々である。複数人の場合、時間内全てに同時に出演するもの、部によって出演モデルが異なるもの、前後半などで時間を区切ってモデルが交代するものなどがある。ある程度撮影時間が続く場合は休憩を挟むこともある。交代、休憩のタイミングで衣装替えが行われる場合もある。
使用機材
一概には定まっていないが撮影会の円滑な運営などの理由によって制限がある場合が多い。下記はその一例である。
フィルム及びデジタルの一眼レフ、並びにコンパクトカメラ、レンズ付きフィルムの使用は可能。ビデオカメラの使用も一部では可能である。インスタントカメラ（ポラロイド・チェキ）の対応はまちまちで、カメラ付き携帯電話は使用禁止とされている。
カメラ内蔵或いはクリップオンストロボの使用も可能だが、モデルの保護、他の参加者との兼ね合いという観点から使用には注意が必要である。また至近距離からの使用を禁じているところもある。
三脚はその取り回しの問題から使用不可、一脚の使用は状況によって許されている場合もある。
照明
野外ではレフ板が用意され、主催者（撮影アシスタント）が当てることが多いが、撮影者が持ち回りでレフを当てるという形式もある。
スタジオでは前提として定常光の照明である。立ちポーズ、座りポーズなどある程度の範囲を決め、それに対して中庸に光が回るようなライティングがされる。囲みの状態で様々な角度から撮影が行われ、その都度変更していては進行に差し支えるためである。昔ながらのタングステン灯は減少し、比較的セッティングが手軽なHMIや高演色性蛍光灯系の照明が多数である。但し一部小規模撮影会ではレフランプなどが用いられることもある。
またモノブロックや大型ストロボを用いた撮影を行う撮影会も少数ながら存在し、その場合はジェネレータからのシンクロコードを個人のカメラに順番に付け外ししながら撮影していく。
色温度や適正露出の値を事前に計測、提示するところもある。当然ながら写真表現には好みが介在するため、特にそれに従う必要はない。またデジタルカメラのオートホワイトバランス (AWB) 機能またはRAW現像の為に反射率18%グレーカードを撮影状況と同じ照明下に置き、計測時間を設けるところもある。
衣装
一般的なアイドル、レースクイーン系の撮影会の場合、野外では洋服、スタジオでは水着、というパターンが多いが、スタジオでも洋服という場合や、マリンルックと称する、上半身はセパレート型の水着、下半身は水着の上にショートパンツ着用というスタイルもある。これは局部の拡大撮影を防止するためである（整理の日の対応の場合もあり）。
場合によっては制服や各種職業、キャラクタのコスプレを行う事もあるが、本職のレースクイーンがレース時に着用する「本物の」コスチュームはチーム・スポンサーの許可の関係上撮影会で着ることは少ない。
夏期は野外で浴衣を着用したり、晴れ着撮影会、プールを借り切って野外水着撮影会を行うところもある。フェチフェスなどでは顔まで包む全身タイツなどフェティッシュに特化した撮影会が行われている。
ポーズ、目線
ポージングを学んでいない素人モデルやジュニアアイドルを除けば、モデルは自らポーズを取り、1カット撮影されればそれを変える。撮影者の意図によりポーズを付けることも可能だが、参加者の人数によってはそれが難しい場合もある。
ポーズにはNGが存在する場合がある。その限度はモデルにより、或いは撮影会により様々である。
同様に、極端なローアングルまたはハイアングルからの撮影が禁じられている場合がある。
囲み撮影の場合、モデルは目線を順送りしていくことが一般的で、かつて行われていたような撮影者が一々呼びかけて目線を要求していくことはトラブルの原因ということもあり今では少数派である。
シチュエーション
白ホリスタジオを用いた屋内撮影の場合、大規模・本格的なセットを組む事は、費用的な問題で行われることは少なく、バック紙・布バックを背景にした撮影が多い。専門業者の中には部屋の一角に撮影専用スペースを設けて、床や壁面にフローリングやレンガ風の装飾を施したり、ソファーやベッドなどの家具・什器で普通の部屋の雰囲気を作っているところもある。また貸しスタジオ側もその需要に応えて、打ち放しコンクリート、檻、廃墟風、学校風などの内装を行っているところがある。
その他
囲み撮影のマナーとして、自分に目線が回ってきて数カット撮影したら他の参加者に場所を譲るというものがある。撮影画像のプレビューやレンズ交換などを行う場合もその囲みから離れて行う。
撮影が主目的の催しだが、アイドルやレースクイーンの場合、ファンとの交流という側面もある。その為、撮影終了後にサイン会が設けられている所も多く、ボウリング、お茶会、バーベキューなどのレクリエーションを行うところもある。

## 諸問題

### 個人撮影でのトラブル
個人撮影（個撮）では、一般的な商業審査を経ずに制作・販売するのが特徴であるため、対価の未払い、睡眠薬を用いた準強制性交などの性的な被害、画像の無断転用が相次いでいる。AV出演被害防止・救済法成立以降、従来適正AVに出ていたAV女優たちが、同人AV（個人撮影AV）を含む個人撮影、パパ活や売春でのオプション撮影へ移行するが懸念されている。

### 水着撮影会中止騒動
2023年6月、埼玉県内のプール施設でのグラビアアイドルの水着撮影会をめぐり、埼玉県都市整備部公園スタジアム課に対して日本共産党埼玉県議会議員団などから中止を求める声が上がった。これを受け、近代麻雀水着祭を含む月内開催予定であったプール撮影会の中止が相次いだ。6月11日、埼玉県知事の大野元裕はプールの指定管理者である公益財団法人埼玉県公園緑地協会に対して、撮影会への中止要請を撤回するように指導した。